# Арпади
Арпа́ди (Арпадовичі) — династія угорських князів (889—1001), потім королів (1001—1301).
Заснована князем Арпадом близько 890 року (за іншими даними 889—907 років), який об'єднав угорські племена і, знищивши Великоморавську державу, заснував Угорщину.
Найвизначніші представники Арпадів:
- Стефан I Угорський (Іштван) (997—1038) — перший король з династії Арпадів, запровадив християнство, здійснив низку реформ
- Ласло (Владислав І Святий; 1077—1095)
- Коломан I (Кальман Книжник; 1095—1116)

За правління двох останніх Угорщина досягає найбільшої могутності. У цей час (кінець XI століття) Арпади починають загарбувати Закарпаття.
У наступний період правління Арпадів розпочався процес занепаду угорської держави. Вже Андраш (Андрій) II (1205—1235) змушений видати в 1222 році Золоту буллу, яка містила значні поступки магнатам і дворянству і посилювала феодальну роздрібленість Угорщини.
На рубежі ХІІІ—XIV стіліть, після згасання династії Арпадів, угорський стіл з 1301 року посіла Анжуйська династія.

## Зв'язки з князями Київської Русі
З ХІ століття встановлюються династичні зв'язки між Арпадами та Рюриковичами. Король Андраш I (1046—60) був одружений з Анастасією Ярославною, дочкою Ярослава Мудрого, дочка Бели I (1060—63) Ланка стала дружиною Ростислава Володимировича, дочка Ласло I Святого (1077—95) стала дружиною волинського князя Ярослава Святополчича. Король Коломан (1095—1114) був одружений з Євфимією Володимирівною, дочкою Володимира Мономаха, а його син Алмош — з Предиславою, дочкою Святополка Ізяславича. Онука Мономаха Єфросинія Мстиславна була дружиною короля Гези II, а їхній син Стефан III був заручений з дочкою галицького князя Ярослава Володимировича. Син короля Андраша II Андрій був одружений з дочкою Мстислава Мстиславича Удатного Марією. З руськими князями одружилися дочки сина Андраша II Бели IV: Констанція стала дружиною Лева Даниловича, Анна — Ростислава Михайловича. Діти від останнього шлюбу влилися до правлячого прошарку Угорщини, започаткувавши династію банів Мачви.
Тісні зв'язки з політичною елітою Давньоруської держави давали змогу Арпадам активно втручатися у внутрішньополітичне життя Русі, зокрема обстоювати свої права на Галицьке князівство. На столі у Галичі (давньому) певний час сиділи син Бели III Андраш II, його сини Коломан та Андрій. Лише після кількох десятиріч боротьби з королем Белою IV Данило Галицький зміг відстояти незалежність Галицько-Волинського князівства.

## Королі Угорщини (династія Арпади)
| Правління                | Правитель          | Портрет | Батьки | Народився   | Помер    | Додаткова інформація                                                                      |
| ------------------------ | ------------------ | ------- | --- | ----------- | -------- | ----------------------------------------------------------------------------------------- |
| 1000 – 1038              | Стефан I Святий    |         | Геза, Шарлота (Sarolt) | бл. 970/975 | 1038     | угор. Szent István, словац. Svätý Štefan                                                  |
| 1038 – 1041, 1044 – 1046 | Петро Орсеоло      |         | дож Оттоне Орсеоло, молодша сестра Стефана I                                                                                   | бл. 1011    | бл. 1046 |                                                                                           |
| 1041 – 1044              | Аба Шамуель        |         | |             | 1044     |                                                                                           |
| 1046 – 1060              | Андрій I           |         | Василь Угорський (онук Таксона),                                                                                               | 1015        | 1060     | угор. András I, словац. Ondrej I                                                          |
| 1060 – 1063              | Бела I             |         | Василь Угорський (онук Таксона),                                                                                               | 1016        | 1063     | угор. Béla I, словац. Belo I                                                              |
| 1063 – 1074              | Соломон I          |         | Андрій I, Анастасія Ярославна                                                                                                  | 1053        | 1087     | угор. Salamon                                                                             |
| 1074 – 1077              | Ґеза I             |         | Бела I, Аделаїда (дочка Мєшка II)                                                                                              | 1040        | 1077     | угор. Géza I, словац. Gejza I                                                             |
| 1077 – 1095              | Владислав I Святий |         | Бела I, Аделаїда (дочка Мєшка II)                                                                                              | 1040        | 1095     | угор. Szent László I, словац. Svätý Ladislav I, хорв. Ladislav I, пол. Święty Władysław I |
| 1095 – 1116              | Коломан I          |         | Ґеза I, Софія | 1070        | 1116     | угор. Kálmán I                                                                            |
| 1105 – 1131              | Стефан II          |         | Коломан I, Феліція (дочка Роджера Сицилійського)                                                                               | 1101        | 1131     | угор. István II, словац. Štefan II, хорв. Stjepan III                                     |
| 1131 – 1141              | Бела II            |         | Алмош (мл. брат Коломана I), Предслава (дочка Святополка II Київського)                                                        | 1110        | 1141     | угор. Béla II, словац. Belo II, хорв. Bela I                                              |
| 1141 – 1162              | Ґеза II            |         | Бела II, | 1130        | 1162     | угор. Géza II, словац. Gejza II, хорв. Gejza I                                            |
| 1162 – 1172              | Стефан III         |         | Ґеза II, Єфросинія (дочка Мстислава I Київського)                                                                              | 1147        | 1172     | угор. István III, словац. Štefan III, хорв. Stjepan IV                                    |
| 1162 – 1163              | Ласло ІІ           |         | Бела II, | 1131        | 1163     | угор. László II, словац. Ladislav II, хорв. Ladislav II                                   |
| 1163 – 1165              | Стефан IV          |         | Бела II, | 1133        | 1165     | угор. István IV, словац. Štefan IV, хорв. Stjepan V                                       |
| 1172 – 1196              | Бела III           |         | Ґеза II, Єфросинія (дочка Мстислава I Київського)                                                                              | 1148        | 1196     | угор. Béla III, словац. Belo III, хорв. Bela II                                           |
| 1196 – 1204              | Імріх I            |         | Бела III, | 1174        | 1204     | угор. Imre I, словац. Imrich I, хорв. Mirko/Emerik                                        |
| 1204 – 1205              | Ласло III          |         | Імріх I, | 1200        | 1205     | угор. László III, словац. Ladislav III, хорв. Ladislav III                                |
| 1205 – 1235              | Андрій II          |         | Бела III, | 1177        | 1235     | угор. András II, словац. Ondrej II, хорв. Andrija I                                       |
| 1235 – 1270              | Бела IV            |         | Андрій II, | 1206        | 1270     | угор. Béla IV, словац. Belo IV, хорв. Bela III                                            |
| 1246 – 1272              | Стефан V Арпад     |         | Бела IV, | 1239        | 1272     | угор. István V, словац. Štefan V, хорв. Stjepan VI                                        |
| 1272 – 1290              | Владислав IV Кун   |         | Стефан V, | 1262        | 1290     | угор. László IV, словац. Ladislav IV, хорв. Ladislav III                                  |
| 1290 – 1301              | Андрій III         |         | Стефан Посмертний (молодший брат Бели IV) Томазіна Морозіні (сестра венеційського патриція, подести Тревізо Альберто Морозіні) | 1265        | 1301     | угор. András III, словац. Ondrej III, хорв. Andrija II                                    |